# كارينا براون
كارينا براون (بالإنجليزية: Karina Brown)‏ هي لاعبة دوري الرغبي أسترالية، ولدت في 9 مارس 1989 في Warragul ‏ في أستراليا.